# Waalseilandsgracht
De Waalseilandsgracht (ook wel Waalseilandgracht) is een korte, brede gracht in het oostelijk deel van de binnenstad van Amsterdam tussen het Oosterdok (oorspronkelijk een deel van het IJ) bij het Scheepvaarthuis en de Oudeschans bij de Montelbaanstoren.

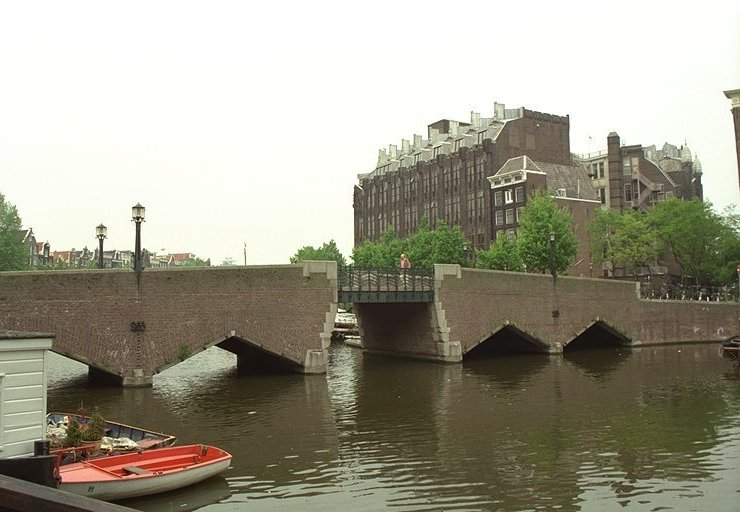
De Waalseilandbrug (brug nr. 283), ontworpen door J.M. van der Mey, in Amsterdamse School-stijl, met op de achtergrond het Scheepvaarthuis.

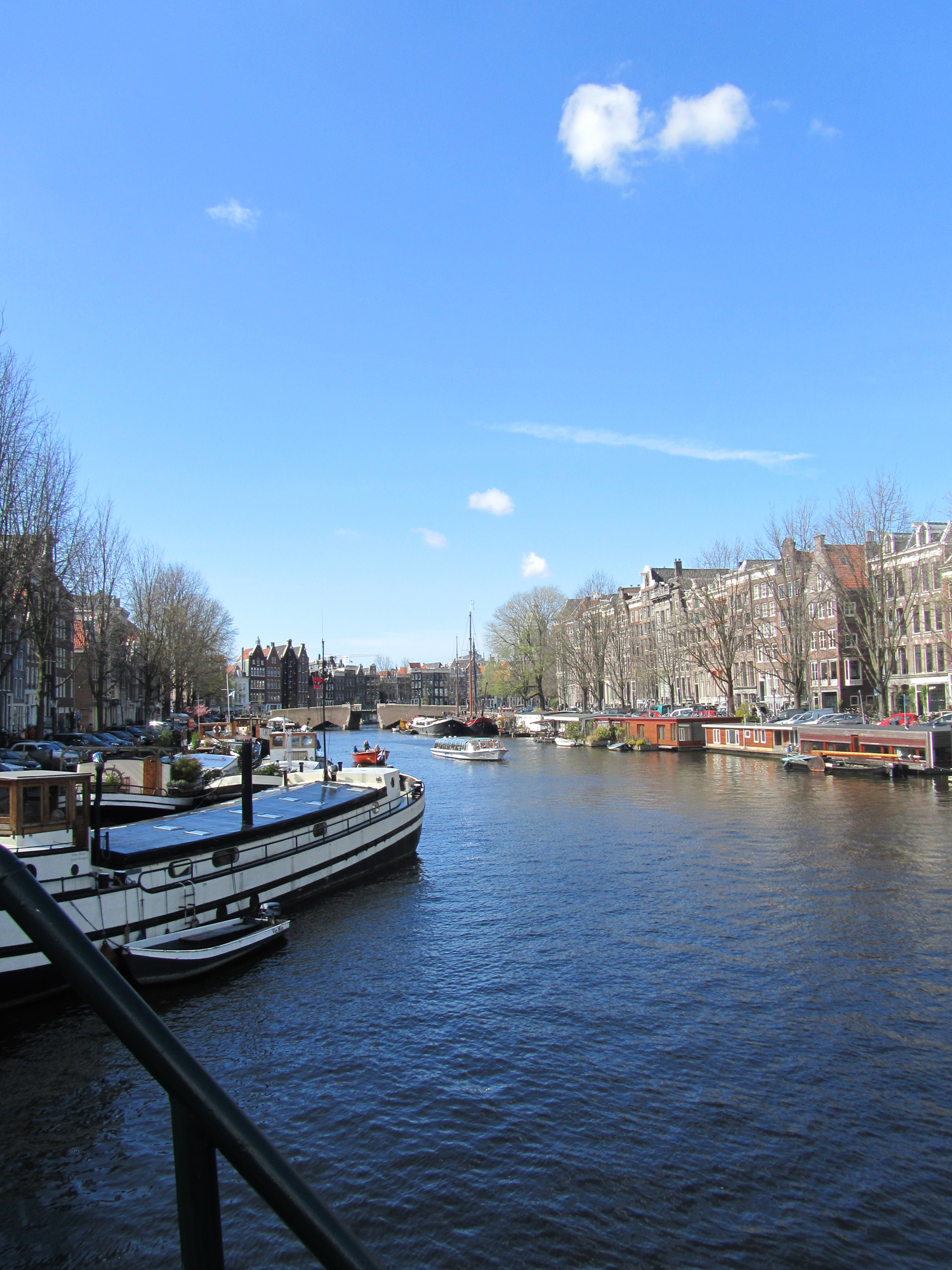
De Waalseilandsgracht met woonboten en de Waalseilandbrug.

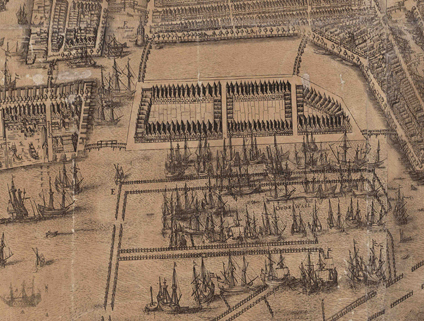
De Waalseilandsgracht (boven) om het Waalseiland. Links de Oudeschans. Detail van een kaart uit 1657.

Over de Waalseilandsgracht liggen drie bruggen: in de Prins Hendrikkade bij het Oosterdok de Kraansluis (brug nr. 300), midden in de monumentale Waalseilandbrug (brug nr. 283) en bij de Montelbaanstoren langs de Oudeschans de Montelbaansbrug (brug nr. 280).
De straten langs het water heten aan de west- en zuidzijde (Lastagebuurt): Kromme Waal en Oude Waal en aan de noordoostzijde (op het Waalseiland): Binnenkant.

## Geschiedenis
De gracht is genoemd naar het ten noordoosten ervan gelegen Waalseiland dat in 1644 door demping ontstond. De Waalseilandsgracht maakte tot de 19e eeuw deel uit van de haven van Amsterdam.